# Trianguloscalpellum eugeniae
Trianguloscalpellum eugeniae is een rankpootkreeftensoort uit de familie van de Scalpellidae. De wetenschappelijke naam van de soort is voor het eerst geldig gepubliceerd in 1974 door Zevina.